# Jorge Ortí
Jorge Ortí Gracia (Zaragoza, Aragón, España, 28 de abril de 1993), conocido deportivamente como Ortí, es un exfutbolista español. Como jugador se desempeñaba en la posición de delantero. Actualmente es segundo entrenador del filial de la Sociedad Deportiva Huesca.

## Trayectoria
Real Zaragoza
Formado en las categorías inferiores del Real Zaragoza, Jorge Ortí debutó con el primer equipo el 26 de octubre de 2011 en el partido frente al Valencia Club de Fútbol sustituyendo a Hélder Postiga en el minuto 76. El partido finalizó con el resultado 0-1 en contra del Real Zaragoza. Hasta 2013 siguió formando parte del filial del Real Zaragoza, aunque seguiría teniendo minutos en el primer equipo.
Desde la temporada 2013-14 sería oficialmente jugador del primer equipo jugando con el dorsal 14. Al no disponer de minutos en lo que llevaba de temporada el club maño decide cederlo al Villarreal "B", con el que jugará en Segunda B hasta junio sin opción de compra al final de dicha cesión. Al poco de recalar en el filial amarillo sufre una grave lesión en el ligamento cruzado anterior de la rodilla derecha que le obligará a estar apartado de los terrenos de juego hasta noviembre previsiblemente, debido a esto y a la restricción impuesta por la Liga de Fútbol Profesional al Real Zaragoza en la temporada 2014-15 de tener sólo 18 jugadores con contrato profesional en la primera plantilla, se le pensó asignar en principio ficha en el equipo filial, aunque finalmente el club decidiría dejar sin licencia al jugador hasta que se recuperara de su larga lesión. Una vez salido de ésta el club le asigna de ficha en el Real Zaragoza "B" donde volvería a competir en Segunda B hasta final de temporada. El 7 de enero de 2015 en el partido contra el Cornellà se rompe el cruzado anterior de la otra rodilla por lo que pasará de nuevo por el quirófano y estará apartado por un considerable tiempo de los terrenos de juego una vez más.
El 7 de julio de 2016 se confirma una nueva salida del primer equipo blanquillo en forma de cesión, en este caso a la Cultural y Deportiva Leonesa que competiría en la Segunda División B de España.
Una vez colgadas las botas se incorpora como segundo entrenador al filial de la Sociedad Deportiva Huesca entrenado por Dani Aso, al que ya tuvo como entrenador en el Club Deportivo Teruel.

## Selección nacional
Fue internacional con la Selección de fútbol sub-16 de España y sub-17 durante los años 2009 y 2010.

## Clubes
| Club                 | País      | Año         |
| -------------------- | --------- | ----------- |
| Real Zaragoza "B"    | España    | 2010 - 2013 |
| Real Zaragoza        | España    | 2011 - 2013 |
| Villarreal C. F. "B" | España    | 2014        |
| Real Zaragoza "B"    | España    | 2015        |
| Real Zaragoza        | España    | 2015 - 2016 |
| Cultural Leonesa     | España    | 2016 - 2017 |
| C. D. Toledo         | España    | 2017 - 2018 |
| C. D. Teruel         | España    | 2019        |
| Hong Kong Pegasus FC | Hong Kong | 2019        |